# 0%Mercury
0%Mercury es una banda ucraniana de metalcore/deathcore de Járkov. La banda obtuvo el 3er lugar en el 2023 Wacken Open Air en competencia de concurso de metal.

## Historia
La banda se formó en 2016 en Ucrania. Lanzaron su primer álbum de estudio el 24 de noviembre de 2023, llamado "We Should Definitely Do This!".
El 28 de julio de 2023, la banda actuó en el Festival Faine Misto en Leópolis.
En agosto de 2023, la banda actuó en el Wacken Open Air. En ese festival, la banda también obtuvo el 3er lugar en el concurso de metal.

## Discografía
- We Should Definitely Do This! (2023)